# Leigh Brackett
Leigh Douglass Brackett (ur. 7 grudnia 1912 w Los Angeles, zm. 18 marca 1978 w Lancaster) – amerykańska pisarka i scenarzystka. Tworzyła fantastykę naukową oraz powieści kryminalne.
Była autorką scenariuszy do filmów Wielki sen, Rio Bravo, El Dorado, Długie pożegnanie oraz Imperium kontratakuje.